# Isolierkanalwerkzeug
Ein Isolierkanalwerkzeug dient zum Herstellen von Kunststoffteilen.
Ein Isolierkanalwerkzeug wird beim Spritzgießen von Kunststoff verwendet, um das Entformen des Angusssystemes einzusparen.
Vergleiche auch: Heißkanalwerkzeug

## Funktionsweise
Bei herkömmlichen Techniken wird gleichzeitig mit dem erstarrten Formteil auch das Material im Verteilerkanal hart und nach Ende des Spritz-Zyklus entformt. Dies schafft Platz für ein neues Formteil und einen nutzbaren Zufluss.
Beim Isolierkanalwerkzeug ist der Angießverteilerkanal in sich so vergrößert, dass sich an den Wänden dieses Kanals eine dauerhaft erstarrte, isolierende, formstabile Haut um das Material bildet, die den Zulauf des Materials auch nach dem Entformen (Auswurf) des fertigen Formteils im Inneren flüssig hält ("plastische Seele"). Im Inneren des Angießverteilerkanals ist so ein ständig plastischer Bereich gegeben, der zum Füllen neuer Formteile weiterverwendet wird.
Durch Isolierkanalwerkzeuge ergibt sich nicht nur eine Materialeinsparung, sondern auch eine Energieeinsparung, da der Angusskanal und das in ihm enthaltene Material nicht bei jedem Zyklus neu erwärmt werden muss.

## Allgemeines
Um das Werkzeug in Betrieb zu nehmen, muss mit einer Reihe von Zyklen solange angefahren werden, bis sich der Isolierkanal komplett ausgebildet hat. Die Zykluszeiten müssen kurz genug sein, um das Erstarren des plastischen Materials zu verhindern.
Isolierkanalwerkzeuge besitzen zusätzlich zum konventionellen Angusssystem mit einer Haupttrennebene auch eine Hilfstrennebene, die dazu dient, bei einer Unterbrechung des Prozesses (etwa durch Störung oder bei einem Farbwechsel) den Isolierkanalverteiler leicht entfernen zu können.
Der Isolierkanal ist im Vergleich zu einem konventionellen Anguss groß dimensioniert. Isolierkanalwerkzeuge kamen trotz ihrer Vorteile in der Kunststofftechnik nur vorübergehend zum Einsatz.

## Aufbau des Werkzeuges
Durch die Öffnung der Hilfstrennebene kann der eingefrorene Isolierkanal bei Farbwechseln oder anderen Unterbrechungen einfach entfernt werden. Die Hilfstrennebene kann nur geöffnet werden, wenn die Haupttrennebene geschlossen ist. Die Trennebenen werden im geschlossenen Zustand mit Klemmpratzen oder Verriegelungslaschen fixiert. Verriegelungslaschen können häufig auch beide Trennebenen wahlweise verriegeln.

## Vorteile eines Isolierkanalwerkzeuges
- Isolierkanalwerkzeuge zeichnen sich durch gute Wärmeisolation und einen geringen Wärmeverlust aus.
- Betriebssicher: glatter Kanal. Voraussetzung: Gut stabilisierte Formmassen
- Wirtschaftliches System, wenn ein durchgängiger Betrieb gewährleistet ist
- Farbwechsel geht sehr schnell, da der Isolierkanal einfach zu entfernen ist